# Bredsten (plaats)
Bredsten is een plaats in de Deense regio Zuid-Denemarken, gemeente Vejle. De plaats telt 1642 inwoners (2008).
- Virtual International Authority File: 238813447